# Gra fanowska

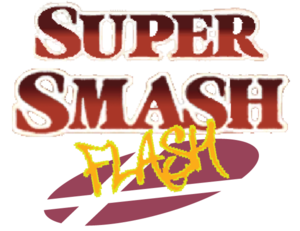
Logo gry fanowskiej "Super Smash Flash" wzorowanej na serii "Super Smash Bros".

Gry fanowskie – gry tworzone przez fanów na bazie znanych tytułów bądź serii gier. Najczęściej tworzone są na PC bez względu na to, czy pierwotnie ukazały się na konsoli czy na komputerze, ze względu na trudności techniczne w tworzeniu gier na konsole (konieczność wykupienia dev-kitów itp.).
Często przedstawiają alternatywne historie wobec tych znanych z gier, stanowią prequele lub kontynuacje fabuły oryginalnych tytułów. Bardzo często takie gry pozostają jedynie w sferze projektów bądź ich tworzenie zostaje zarzucane – przez brak czasu twórców (jak w przypadku Final Fantasy VI: Forgotten Story) lub przez interwencję właściciela praw autorskich do oryginalnej gry (jak przy Chrono Resurrection). Jest jednak wiele projektów, które udaje się doprowadzić do końca.
Nie wszystkie gry fanowskie nawiązują ściśle do fabuł swoich pierwowzorów, niektóre są dość luźno powiązane z grami oryginalnymi (vide: Super Mario Bros. 2.5D).

## Lista niektórych gier fanowskich
- Black Mesa
- FreeCol
- Hunt Down The Freeman
- Kroniki Myrtany: Archolos
- UFO: Alien Invasion